# Белушкин, Александр Владиславович
Александр Владиславович Белушкин (род. 4 февраля 1956 года, Ухта, Республика Коми, СССР) — советский и российский учёный-физик, член-корреспондент РАН (2022).

## Биография
Родился 4 февраля 1956 года в городе Ухта Коми АССР.
В 1979 году — окончил Московский инженерно-физический институт, специальность: физика твердого тела.
В 1984 году — защитил кандидатскую диссертацию.
В 1997 году — защитил докторскую диссертацию, которую ВАК признал одной из лучших по итогам года.
С 1973 года — работает в Лаборатории нейтронной физики Объединенного института ядерных исследований (ЛНФ ОИЯИ): научный сотрудник (1973—1979), учёный секретарь (1989—1992), заместитель директора (1994—2000), в 2001 году исполнял обязанности директора, а с 2003 по 2013 годы являлся директором.
С 1992 по 1994 годы — работал по приглашению в лаборатории Резерфорда-Эпплетона (Великобритания).
В 2022 году — избран членом-корреспондентом РАН от Отделения нанотехнологий и информационных технологий.
В настоящее время — заведующий кафедрой ядерно-физического материаловедения Казанского федерального университета.

## Научная деятельность
Основные научные интересы связаны со структурной нейтронографией, исследованиями динамики кристаллической решетки, структурных фазовых переходов, диффузии атомов и молекул в твердых телах.
Автор 112 научных работ.
Научно-органиизационная деятельность:
- член Научного совета РАН по физике диэлектриков и сегнетоэлектриков;
- член НТС ОИЯИ и ПКК по физике конденсированных сред;
- член комиссии по сотрудничеству Росатом — Институт Лауэ-Ланжевена;
- член экспертного комитета Ученого Совета Института Лауэ-Ланжевена;
- член Американского нейтронного общества;
- представитель России в Международной коллаборации по перспективным источникам нейтронов;
- член редколлегии журналов «Письма в ЭЧАЯ» и «Journal of Neutron Research»;
- регулярный содиректор школ НАТО по перспективным научным исследованиям;
- координатор сотрудничества ОИЯИ-Германия в области нейтронных исследований;
- член оргкомитетов и программных комитетов многих национальных и международных конференций, школ и совещаний;

Читал лекции в МИФИ, МГУ, в настоящее время читает лекции студентам МИРЭА.

## Награды
- Медаль ордена «За заслуги перед Отечеством» I степени (2024)[1]
- Медаль ордена «За заслуги перед Отечеством» II степени (2012)[2]
- Медаль «В память 850-летия Москвы» (1997)
- Почетный работник науки Монголии
- Ветеран атомной энергетики и промышленности (2007)
- Почётная грамота Федерального агентства по атомной энергии (2006)